# Distretto di Lengshuitan
Il distretto di Lengshuitan (冷水滩区S, Lěngshuǐtān QūP) è un distretto della Cina, situato nella provincia di Hunan e amministrato dalla prefettura di Yongzhou.